# Олена Косміна
Олена Косміна (нар. 31 березня 1995, Полтава, Україна) — українська модель, акторка, володарка титулу «Топ модель світу в 2015 році», «Топ модель України». Знімається для комерційних компаній в Європі та США.

## Освіта
У 2012 році закінчила Полтавський ліцей No.1, де отримала юридичну освіту

У 2017 році закінчила київський лінгвістичний університет 

У 2018 році закінчує приватні акторські курси у Лос Анджелес. Влітку 2018 року вперше з‘являється на екрані, у стрічці «верь мне» film.ua group production, у ролі Лади.

## Біографія
Батько українець, мати росіянка, є грецьке коріння. У віці 6 років почала професійно займатися бальними танцями та гімнастикою. В цей же час вивчала іноземні мови та відвідувала школу мистецтв. В 11 років почала займатися боксом і тхеквондо. Але це хобі довго не тривало і в 13 років Олена вирішила розпочати модельну кар‘єру, вступивши у школу моделей «Марго» в м. Полтава, де навчалася професійного дефіле та правил етикету для юних леді.
Поєднуючи улюблене хобі також вчилася на відмінно у ліцеї, де вивчала економіку та право.

## Кар'єра
З 16 років стала професійно займатися модельним бізнесом, беручи участь в різних місцевих конкурсах краси, дефіле та модельних зйомках. На одному з місцевих показів була помічена модельним скаутом з EliteModels Яною Ставицькою, з яким вже через місяць уклала модельний контракт. У 2013 році була запрошена на участь в українському модельному конкурсі BlackSeaTopModel, який проходив в Одесі. Олена увійшла в топ 10 топових моделей після чого її кар'єра почала стрімко зростати. У серпні 2015 році Косміна була обрана кращою моделлю України 2015 року серед 25 українських красунь. Після перемоги Олена була запрошена представляти свою країну на міжнародному всесвітньому модельному конкурсі краси, та отримала титул Top Model of the World. У вересні 2015 року в Ель Гауне, Єгипет відбувся фінал де Косміна здобула перемогу серед 50 кращих моделей світу і титулу Топ Модель Світу.
На даний момент проживає в місті Лос-Анджелес, де займається модельною і акторською кар'єрою. Захоплюється кінним спортом, тенісом і екстремальними видами спорту. Також любить мистецтво і живопис, подумує над відкриттям власної галереї.